# 스람반디쿠트
스람반디쿠트 또는 스람섬긴코반디쿠트는 반디쿠트목에 속하는 유대류의 일종이다. 스람반디쿠트속(Rhynchomeles)의 유일종이다. 이 종은 1920년 인도네시아의 스람섬에서 수집한 7종의 표본을 통해 기록하였다.